# 11e Legerkorps (Wehrmacht)
Het Duitse 11e Legerkorps (Duits: 11. Armeekorps) was een Duits legerkorps van de Wehrmacht tijdens de Tweede Wereldoorlog.

## Krijgsgeschiedenis

### Poolse Veldtocht
Het 11e legerkorps werd gemobiliseerd op 6 oktober 1936 in Hannover.
Tijdens de inval in Polen vormde het 11e Legerkorps, bestaande uit de 18e Infanterie- en 19e Infanteriedivisie, de linkervleugel van het 10e Leger. Beide divisies staken bij Brieg de Oder over, versloegen de Poolse grenstroepen en rukten op in de richting van Petrikau. Voor de tweede fase van de veldtocht werd het korps op 7 september 1939 overgedragen naar het 8e Leger.
Het 8ste leger had het Poolse Poznan-leger bijna omsingeld, maar de Poolse bevelhebber besloot een uitbraakpoging te wagen. Hij viel de onbeschermde linkerflank van het 8e Leger aan. De Polen dreven de Duitse 30e Infanteriedivisie terug en ze veroverden enkele bruggenhoofden over de Bzura. Het 11e Korps werd overgebracht van de rechterflank van het leger naar de andere flank. Beide divisies kregen de opdracht om de 30e Infanteriedivisie te ondersteunen. Ze groeven zich in tussen Lowicz en Patoki. Op 14 september 1939 vielen de Polen beide divisies aan, maar het korps hield stand. Het korps werd terug overgedragen naar het 10e Leger, dat nu verantwoordelijk was voor de belegering van de Poolse hoofdstad en de vernietiging van de omsingelde Poolse troepen bij Kutno. Gesteund door massale luchtaanvallen vestigde het 11de korps bruggenhoofden op de westelijke van de Bzura. Systematisch werden de Poolse weerstandsnesten opgeruimd. Op 17 september 1939 gaven 40.000 Polen zich over. Gedurende de rest van de Poolse campagne vormde het 11e Korps de reserve van het 10e Leger.
In oktober 1939 werd het korps naar het westen verplaatst.

### Westelijke front
Bij de aanval op de Lage Landen vormde het 11de korps de centrale aanvalsmacht van het 6e Leger, dat als taak had België te veroveren en de noordelijke flank van de pantserdivisies te beschermen tijdens hun opmars naar de Kanaalkust. Op 10 mei 1940 staken de beide divisies ten noorden van Heerlen de Maas over. Op 11 mei passeerden ze het Albertkanaal en op 15 mei braken ze na een kort gevecht ten noorden van Leuven door de KW-linie. Het korps maakte contact met het 18e Leger, dat vanuit Nederland naar het zuiden oprukte en op 20 mei 1941 bevond het zich nabij Kortrijk. Na de Slag bij Duinkerke werd het korps in reserve geplaatst.
Tot februari 1941 fungeerde het korps als bezettingsstrijdmacht in Frankrijk, maar vanaf maart 1941 werd het korps als deel van het 12e Leger verplaatst naar Bulgarije. Vanuit Bulgarije namen beide infanteriedivisies deel aan de invasie van Joegoslavië. Hun taak beperkte zich voornamelijk tot flankdekking van de gemotoriseerde eenheden tijdens de aanval op Belgrado.

### Operatie Barbarossa
Bij het begin van Operatie Barbarossa, de inval in de Sovjet-Unie, vormde het 11e Legerkorps samen met het 30e Legerkorps en het 54e Legerkorps het 11e Leger. Dit leger vormde de rechtervleugel van Legergroep Zuid. Het korps bestond uit twee Duitse infanteriedivisies, een Roemeense tankdivisie, een Roemeense cavaleriebrigade en een Duits bataljon gemechaniseerd geschut. Op 1 juli 1941 staken beide infanteriedivisies de Proet over en ze vielen aan in de richting van Moghilev. Ze beschermden de flank van het 30e Legerkorps en het 3e Roemeense Leger. Op 7 juli 1941 stak de voorhoede ten oosten van Mogilev de Dnjestr over. Het korps trok verder naar het noorden. Tijdens de Slag om Uman werd het korps overgeheveld naar het 17e Leger. Samen met het Hongaarse Mobiele Korps vormde het de oostelijke arm van de tangbeweging. Door de trage opmars van de infanteriedivisies en de slechte communicatie met de Hongaarse eenheden konden er duizenden Sovjetsoldaten uit de omsingeling ontsnappen. Op 8 augustus gaven de laatste overlevenden zich over.
Op 1 september 1941 bevond het korps zich aan de Dnjepr ten noorden van Krementsjoek, ongeveer 300 kilometer ten zuiden van Kiëv. Het korps, bestaande uit drie infanteriedivisies, beschermde een bruggenhoofd op de oostelijke oever van de rivier. Vanuit dit bruggenhoofd begon het 1ste pantserleger zijn opmars naar het noorden. Na de overwinning bij Kiëv hervatte het 11de korps zijn opmars naar het oosten. De opmars bracht het korps in de sector van het 6de leger en daarom vormde het tijdelijk deel van dit leger. Eind september bevonden de divisies zich ten noorden van Poltawa en op 1 november bereikte de voorhoede Charkow. Als deel van het 1ste pantserleger groef het korps zich in aan de Mius, maar na de Duitse nederlaag bij Rostov werden de gevechtseenheden van het korps over andere korpsen verdeeld. Het hoofdkwartier werd uit de frontlijn gehaald en als reserve van Legergroep Zuid aan de kust van de zee van Azov geplaatst. Het korps bestond uit enkele garnizoenseenheden en twee Roemeense brigades.
Op 4 augustus werd het korps, bestaande uit twee infanteriedivisies, uit de reserve gehaald en aan het 6de leger toegevoegd. Tijdens augustus 1941 vocht het korps in de Don-bocht en daarna kreeg het de taak om de laatste bruggenhoofden van het Rode leger te vernietigen. De Sovjets boden hevige weerstand en de Duitse aanvallen werden afgeslagen. Het 6de leger richtte zijn aandacht op Stalingrad en liet de bewaking van de bruggenhoofden over aan het Roemeense 3de leger. Het 11de korps nam niet deel aan de gevechten in Stalingrad, maar het beschermde de noordelijke flank van het 6de leger, waarbij de divisies het grote bruggenhoofd bij Krementskoya afgrendelden.
Op 19 november 1942 begon het winteroffensief van het Stalingradfront. Aanvankelijk sloeg de 44ste infanteriedivisie de aanval vanuit Krementskoya af, maar verder naar het westen stortte het Roemeense 3de leger ineen. Na de doorbraak op de beide flanken van het 6de leger trokken de Duitse divisies zich naar Stalingrad terug. Na verlies van de vliegvelden Goemrak en Pitomnik vormde het 11de korps vormde een perimeter rond de Traktorfabriek in het noorden van de stad. Op 2 februari 1943 capituleerde het korps.

### Vierde slag om Charkov
Op 20 juli 1943 werd Korps Raus omgevormd naar het 11e Korps. Het korps, bestaande uit de 106e Infanteriedivisie en de 320e Infanteriedivisie, vormde de rechterflank van Armeeabteilung Kempf en het verdedigde het gebied ten oosten van Belgorod. Na de Duitse nederlaag bij Koersk zetten de Sovjets op 3 augustus 1943 hun zomeroffensief in. Het doel van het Steppefront en het Voronezhfront was de verovering van van Charkov en Belgorod. De stellingen van het 11de korps werden onder de voet gelopen en op 5 augustus gaf het korps Belgorod op. Het korps probeerde een nieuwe verdedigingslinie te behouden ten zuiden van de stad, maar het 5de Garde tankleger bevond zich reeds meer dan 20 kilometer voorbij de linkerflank. De divisies van het korps bevonden zich in een gevaarlijke uitstulping in de Sovjetlinies. Om omsingeling te vermijden trok generaal Raus zich terug naar Charkov. Op 12 augustus 1943 vroeg veldmaarschalk von Manstein toestemming om Charkov te ontruimen, maar Adolf Hitler beval het 11de korps de stad te behouden. Op papier beschikte generaal Raus over de 167e, de 168e, de 106e, de 198e en de 320ste Infanteriedivisie, maar in werkelijkheid had het korps een gevechtssterkte van nauwelijks 4.000 soldaten. Op 13 augustus 1943 braken de Sovjets door de buitenste verdediging, maar de Duitse eenheden boden felle weerstand. De Sovjets voerden versterkingen aan en op 22 augustus hadden ze de stad bijna volledig omsingeld. Het korps kreeg de toestemming om de stad te ontruimen en in de nacht trokken de laatste Duitse verdedigers zich terug.

### Korsoen offensief
Generaal Raus probeerde stand te houden ten zuiden van de stad, maar onder druk van de Sovjets trokken de Duitsers zich steeds verder terug naar het westen. Begin september 1943 trok het 11e Korps zich terug over de Dnjepr. Als deel van het 8e Leger verdedigde het een sector van Cherkassy tot Krementsjoek. Het 11e Korps vormde de rechterflank van het leger. Op 26 september 1943 begon het Zuidwestelijke Front met de uitbreiding van de bruggenhoofden aan de benedenloop van de Dnjepr. Rechts van het 8e Leger werden het 1e Pantserleger en het 6e Leger teruggedreven. Veldmaarschalk von Manstein stuurde versterkingen en toen de Sovjetaanval aan kracht verloor, konden ze het front stabiliseren. Het Zuidwestelijke Front, omgedoopt in het 3e Oekraïense Front, had echter een bruggenhoofd over een breedte van meer dan 450 kilometer breed en 100 kilometer diep over de Dnjepr gevestigd.
Op 23 december 1943 brak het 1e Oekraïense Front uit het bruggenhoofd bij Kiëv. Over een breedte van meer dan 300 kilometer vielen de Sovjetlegers het 4e Pantserleger aan. Op 14 januari 1944 waren de Sovjet meer dan 100 kilometer opgerukt en was het Duitse 4de pantserleger ingestort.
Begin 1944 bevond het 8ste leger zich in een gevaarlijke situatie. Op rechterflank was het 1e Pantserleger teruggedreven en op linkerflank gaapte na de nederlaag van het 4e Pansterleger een bres. Het 8e Leger bevond zich in een gevaarlijke uitstulping en Stavka zag een kans om een nieuw Stalingrad te creëren. Op 24 januari 1944 begon het 2e Oekraïense Front onder leiding van kolonel-generaal I.S. Konev het Korsun-Cherkassy offensief. Het 5e Garde Tankleger viel de saillant vanuit het zuidoosten aan en brak door de Duitse verdediging. Op hetzelfde moment begon de aanval van het 6e Tankleger van het 1e Oekraïense Front aan de westelijke zijde van de uitstulping. Beide tanklegers ontmoetten elkaar op 28 januari bij Zvenyhorodka. Het 11de korps en een deel van het 42e Legerkorps waren omsingeld. Ongeveer 60.000 Duitsers waren omsingeld. Generaal Stemmerman kreeg het bevel over alle omsingelde troepen. In de omsingeling bevonden zich de 57e Infanteriedivisie, de 72e Infanteriedivisie, de 389e Infanteriedivisie, de 5e SS-Pantserdivisie Wiking en de Waalse SS-brigade. Alle divisies waren ver beneden hun nominale sterkte en slechts de Waffen-SS beschikte over enkele tanks en gemechaniseerde kanonnen. Op 18 februari 1944 ondernamen de Duitsers een uitbraakpoging. Alle voertuigen, voorraden en zware wapens werden achtergelaten en ze trokken te voet in de richting van de Duitse linies. Onder druk van voortdurende Sovjetaanvallen ontaardde de uitbraak in een wilde vlucht. Ongeveer 25.000 Duitsers wisten te ontkomen. Tijdens de uitbraak sneuvelde generaal Stemmerman.

### Laatste oorlogsjaar
Na de vernietiging in de Korsun-pocket werd het korps in augustus 1944 opnieuw opgericht als deel van het 1e Hongaarse Leger, dat was toegevoegd aan het Duitse 1e Pantserleger. Samen met drie Hongaarse divisies vormde de 101e Lichte Divisie het 11e Korps. Het Lemberg-Sandomierz-offensief dwong het 1e Pantserleger tot een terugtocht naar de oostelijke hellingen van de Karpaten. Begin september 1944 had het korps een nieuwe defensieve positie ingenomen achter de San tussen Sanok en Dukla. Op 6 september 1944 probeerde het 1e Oekraïense Front de stellingen van het 24e Pantserkorps in de Dukla pas te doorbreken om de Slowaakse Opstand te ondersteunen. Het 11de korps verdedigde de rechterflank van het pantserkorps tijdens de gevechten in de pas. Gevechtsgroepen van de 96e Infanteriedivisie en de 168e Infanteriedivisie waren betrokken bij het onderdrukken van de opstand. Nadien trok het korps zich verder terug naar het westen en in maart 1945 stabiliseerde het front zich achter de Neisse. Begin maart 1945 bestond het korps uit de 1e Skijäger Divisie, die nauwelijks de sterkte van een regiment had, en Kampfgruppe van de 371e Infanteriedivisie, de 97e Lichte Divisie en de 344e Infanteriedivisie. Tijdens het Praagoffensief braken de Sovjets moeiteloos door de Duitse stellingen en dreven het korps terug. Uiteindelijk capituleerde het korps op 8 mei 1945 ten oosten van Praag.

## Commandanten[1]
| Rang                        | Naam                     | Begin            | Eind             |
| --------------------------- | ------------------------ | ---------------- | ---------------- |
| Generaal der Artillerie     | Emil Leeb                | 1 april 1934     | 1 maart 1940     |
| Luitenant-generaal          | Joachim von Kortzfleisch | 1 maart 1940     | 6 oktober 1941   |
| Generaal der Infanterie     | Eugen Ott                | 6 oktober 1941   | 10 december 1941 |
| Generaal der Infanterie     | Joachim von Kortzfleisch | 10 december 1941 | 1 juni 1942      |
| Generaal der Infanterie     | Karl Strecker            | 1 juni 1942      | 3 februari 1943  |
|                             |                          |                  |                  |
| Generaal der Pantsertroepen | Erhard Raus              | 20 juli 1943     | 5 november 1943  |
| Generaal der Artillerie     | Wilhelm Stemmermann      | 5 december 1943  | 18 februari 1944 |
| Luitenant-generaal          | Rudolf Bünau             | 1 april 1944     | 16 maart 1945    |
| Generaal der Artillerie     | Horst von Mellenthin     | 16 maart 1945    | 20 maart 1945    |
| Generaal der Infanterie     | Rudolf Bünau             | 20 maart 1945    | 6 april 1945     |
| Generaal der Infanterie     | Friedrich Wiese          | 6 april 1945     | 8 mei 1945       |

Op 1 augustus 1940 werd Joachim von Kortzfleisch bevorderd tot generaal der Infanterie.
Na de oorlog beweerde generaal Karl Strecker dat hij per radio op 1 februari 1943 tot kolonel-generaal was bevorderd.
Op 18 februari 1944 sneuvelde generaal Wilhelm Stemmermann.
Luitenant-generaal Rudolf von Bünau voerde slechts tijdelijk het bevel. Vanaf zijn benoeming op 1 mei 1944 tot generaal der Infanterie kreeg hij het feitelijk commando.